# Yuen Chau
Yuen Chau (kinesiska: 圓洲, 圆洲) är en ö i Hongkong (Kina). Den ligger i den västra delen av Hongkong. 